# Flotte d'échantillons
Le terme Flotte d'échantillons désigne cinq cuirassés construits pour la Marine française dans les années 1890. Malgré un déplacement, une vitesse et un armement relativement similaires, ils ont pour particularité d'avoir été construits selon des plans différents et par des chantiers différents, menant à une série hétéroclite de cuirassés.

## Contexte et historique
À la fin du XIXe siècle, deux mouvements s'opposent au Ministère de la Marine : d'un côté les partisans des cuirassés et de grosses unités protégées et à l'artillerie puissante, de l'autre la Jeune École, partisane d'une flotte plus nombreuse composée de plus petites unités. Les commandes aux chantiers navals sont alors hétéroclites, et la flotte est composée d'une multitude de navires à l'armement, à la forme et à la machinerie différents. De l'autre côté de la Manche, face aux menaces française et russe, le Royaume-Uni édite le Naval Defence Act de 1889 qui va permettre à l'Amirauté de disposer d'un budget important afin de construire de nombreux cuirassés et croiseurs. C'est ainsi que la Royal Navy lance la construction de la classe Royal Sovereign en 1889 : il s'agit de huit cuirassés disposant de deux tourelles doubles de calibre 13,5 pouces (343 mm), de dix canons de 6 pouces (152 mm), développant une puissance de 11 000 chevaux, pour un déplacement de 14 150 long tons (14 376 t) et une vitesse maximale de 17,5 nœuds (32,4 km/h).
En réponse, le Conseil des travaux édicte le programme de 1890. Dans celui-ci, il demande que plusieurs projets lui soient soumis lors d'une sorte de concours : quatre des gagnants verraient leur projet réalisé. Des contraintes de déplacement (inférieur à 14 000 tonnes), d'armement (disposition en « losange » : un canon de 34 cm à l'avant et un l'arrière, un canon de 27 cm de chaque côté), de vitesse (plus de 17 nœuds) et d'épaisseur de blindage sont édictées, mais les concepteurs ont le champ libre concernant le reste du navire : dimensions, silhouette, disposition de l'artillerie secondaire, machinerie, etc. Ce sont finalement cinq projets qui sont retenus (en comptant le Bouvet).

## Liste des navires
| Nom            | Architecte          | Chantier naval                              | Quille          | Lancement       | Mise en service | Déplacement   | Particularité                              |
| -------------- | ------------------- | ------------------------------------------- | --------------- | --------------- | --------------- | ------------- | ------------------------------------------ |
| Charles Martel | Charles Ernest Huin | Arsenal de Brest                            | 1er août 1891   | août 1893       | 1896            | 11 880 tonnes |                                            |
| Jauréguiberry  | Amable Lagane       | F et C de la Méditerranée, La Seyne-sur-Mer | novembre 1891   | 27 octobre 1893 | 30 janvier 1896 | 11 815 tonnes | Artillerie secondaire en tourelles doubles |
| Carnot         | Victor Saglio       | Arsenal de Toulon                           | juillet 1891    | juillet 1894    | 1896            | 12 250 tonnes |                                            |
| Masséna        | Louis de Bussy      | A et C de la Loire, Saint-Nazaire           | septembre 1892  | juillet 1895    | 18 avril 1897   | 11 925 tonnes | Trois arbres d'hélices                     |
| Bouvet         | Charles Ernest Huin | Arsenal de Lorient                          | 16 janvier 1893 | 27 avril 1895   | 15 juillet 1897 | 12 200 tonnes | Trois arbres d'hélices                     |

## Histoire des unités
Le Charles Martel est armé en 1896 et ne participe à aucun conflit : manœuvres, exercices et tournées rythment sa carrière. En 1900, son commandant note qu'il se comporte bien par mauvais temps mais déplore sa mâture trop haute. Le cuirassé est mis en réserve en 1912 avant d'être désarmé en 1914.
Le Jauréguiberry entre en service en 1897. Il alterne entre l'escadre du Nord et l'escadre de la Méditerranée. Brièvement navire-amiral de la division d'instruction en 1913, il escorte ensuite des navires de troupes lorsque la Première Guerre mondiale éclate, puis est le navire-amiral de la division de Syrie à Port-Saïd dès février 1915. En mars, aux ordres de l'amiral Guépratte, il remplace les Bouvet et Suffren pendant la bataille des Dardanelles : il fournit un appui-feu lors des débarquements des troupes alliées. Après l'échec de l'opération, il retrouve la partie orientale de la Méditerranée et participe à la défense du canal de Suez à Port-Saïd, allant jusqu'à débarquer son artillerie à terre. Mis en réserve après la fin du conflit, il est désarmé à Toulon en 1920 avant d'être démoli en 1934.
Le Carnot est armé en juillet 1897 et passe quelque temps en Méditerranée avant de rallier l'escadre du Nord de 1900 à 1901. Il rejoint ensuite l'escadre de Méditerranée, participant notamment à la revue navale de 1911, avant d'être mis en réserve le 11 janvier 1913. Il est démoli en 1922.
Le Masséna entre en service en 1898 et devient le navire-amiral de l'escadre du Nord, alternant les années suivantes entre la Méditerranée et le Nord. En janvier 1913, une explosion accidentelle fait huit morts parmi les marins. Placé en réserve en mars, il est désarmé l'année suivante. Remorqué à Bizerte, le cuirassé est ensuite coulé volontairement au large du cap Helles afin de servir de digue. Son épave est revendue en 1923.
Le Bouvet est armé définitivement en 1898. Il rejoint l'escadre de Méditerranée et rend visite aux souverains italiens en 1900, avant de devenir navire-amiral de l'ensemble de la flotte française. Il participe ainsi à plusieurs voyages diplomatiques en Espagne ou en Italie, avant de participer à de nombreuses manœuvres et exercices en Méditerranée. Il escorte des navires de troupes lorsque la guerre éclate, puis, aux ordres du capitaine Rageot de La Touche, participe à la bataille des Dardanelles : le 18 mars 1915, il coule en moins d'une minute après avoir heurté une mine.